# Герзельберг-Гайніх
Герзельберг-Гайніх (нім. Hörselberg-Hainich) — громада в Німеччині, розташована в землі Тюрингія. Входить до складу району Вартбург.
Площа — 142 км2. Населення становить 6055 ос. (станом на 31 грудня 2021).